# R136a3
R136a3 — звезда Вольфа — Райе в скоплении R136, массивном звёздном скоплении в созвездии Золотой Рыбы. Находится рядом со звездой R136a1, одной из наиболее мощных известных звёзд. Звезда R136a3 превосходит Солнце по массе в 180 раз и по светимости в 3,8 млн раз.
Название звезды RMC 136a3 является сокращением от «Radcliffe observatory, Magellanic Clouds, 136a3». В рамках обзора RMC наблюдались объекты большой светимости в Большом Магеллановом Облаке, одним из наиболее ярких объектов стало скопление RMC 136 (R136) — очень молодое плотное рассеянное скопление в Туманности Тарантул. По мере разрешения R136 на отдельные объекты ярчайший объект был назван R136a, внутри которого в свою очередь были обнаружены отдельные звёзды, одной из которых является R136a3.
Несмотря на то, что в спектре R136a3 доминируют интенсивные линии излучения гелия и азота, обычно характерные для звёзд на поздних стадиях эволюции, теряющих внешние слои, R136a3 является очень молодой звездой. В спектре также наблюдаются линии водорода; анализ показал, что на поверхности звезды ещё содержится около 40 % водорода. Гелий и азот в атмосфере подобной молодой звезды появляются вследствие сильной конвекции, возникающей вследствие наличия массивного ядра и интенсивных термоядерных реакций CNO-цикла и усиленной вращательным перемешиванием. Эмиссионные линии в спектре свидетельствуют об интенсивной потере массы.